# Хімічна теорія графів
Хімічна теорія графів — топологічний розділ математичної хімії, в якому застосовується теорія графів для математичного моделювання хімічних явищ. Піонерами хімічної теорії графів є Александру Балабан , Анте Ґраовац , Іван Ґутман , Гаруо Госоя , Мілан Рендіч, Ненад Тринайстич, Гаррі Вінер та інші. Відомо, що 1988 року кілька сотень дослідників працювали в цій галузі, щорічно публікуючи близько 500 статей. У галузі написано низку монографій, зокрема двотомну вичерпну працю Тринайстича «Теорія хімічних графів», в якій узагальнено знання в цій галузі аж до середини 1980-х років.
Прихильники теорії стверджують, що властивості молекулярного графу (тобто теоретичного подання молекули у вигляді графу) дають цінну інформацію про хімічні явища. Інші стверджують, що графи грають лише другорядну роль у хімічних дослідженнях. Одним з варіантів застосування цієї теорії є подання матеріалів у вигляді нескінченних евклідових графів, зокрема кристалів за допомогою періодичних графів.